# Segona Guerra Mitridàtica
La segona guerra mitridàtica fou un conflicte armat entre Roma i el Regne del Pont.
El rei Mitridates VI Eupator del Pont va reunir exèrcits i una flota per sotmetre les províncies rebels a la zona del Caucas i el Bòsfor Cimmeri. Aquest preparatius van despertar l'alarma dels romans que van sospitar que anaven dirigides contra ells i amb aquest motiu i amb el pretext de què els pòntics encara no havien abandonat tot el Regne de Capadòcia tal com s'havia convingut al final de la primera guerra mitridàtica (84 aC), el general romà Murena va envair el Pont (83 aC). Murena es va apoderar de Comana i va creuar l'Halis i va assolar la regió.
Murena estava ara assessorat pel general Arquelau, antic general pòntic que havia passat al servei dels romans després de sospitar que el rei Mitridates el volia fer matar com a sospitós de traïció. Mitridates, que no estava preparat per reprendre la lluita, no va oferir resistència i va enviar a Roma ambaixadors per queixar-se; el 82 aC va arribar un llegat romà que tenia autoritat sobre Murena i el rei esperava que la lluita s'acabaria, però contràriament Murena va poder continuar els atacs; Mitridates va haver de respondre. L'exèrcit reunit per Mitridates va xocar contra els romans a la vora del reiu Halis i els romans foren totalment derrotats.
Murena es va retirar amb dificultat cap a Frígia deixant Capadòcia en mans de Mitridates que es va apoderar de part del país i l'haguera ocupat totalment si no hagués arribat el llegat Aule Gabini amb ordes de Sul·la a Murena de parar la guerra; Mitridates va consentir la retirada de Capadòcia i la guerra es va acabar (82 aC)